# Pleistonikos
Pleistonikos (altgriechisch Πλειστόνικος) war um 270 v. Chr. ein Arzt der dogmatischen Schule.

## Leben und Wirken
Pleistonikos war ein Schüler des Praxagoras von Kos. Er wird neben Hippokrates von Kos, Diokles von Karystos, Mnesitheos von Athen und Praxagoras von Kos zu den angesehensten Ärzten der Antike gerechnet. Sein Wirkungsort war wohl, wie der seines Meisters Praxagoras, vor allem die Insel Kos.
Über die Lehre des Pleistonikos sind folgende Einzelheiten bekannt: Grundlage seiner Physiologie ist die Lehre von den Säften. Darin folgte er hippokratischer Tradition. Auch bemühte er sich, wie alle Hippokratiker, die Säftelehre noch zu vervollkommnen. Ob er allerdings elf Säfte (wie Praxagoras), darunter den ‚glasartigen‘ (ὑαλώδης) und den ‚leimartigen‘ (κολλώδης), unterschieden hat, lässt sich nicht mit Sicherheit sagen.
Er war der Ansicht, dass bei der Therapie nicht nur der erkrankte Teil, sondern auch dessen Umgebung, ja der ganze Körper mit berücksichtigt werden müsse, ein Grundsatz, den er mit den übrigen alten Ärzten teilte. Mit diesen war er auch weit entfernt von der Theorie der Koinonten (κοινόντες), wie sie der Methodiker Thessalos später aufstellte. Den Aderlass kannte und schätzte Pleistonikos wie andere Dogmatiker. Bei der Prognose berücksichtigte er die Kräfte des Patienten, die Schwere der Krankheit und den Eintritt des Höhepunkts (ἀκμή), um daraus auf einen günstigen oder ungünstigen Ausgang der Erkrankung zu schließen.
Das Fieber hielt Pleistonikos für eine anormale Steigerung der eingepflanzten Wärme. Wenn bei Melancholikern ein blähendes Pneuma (πνεῦμα φυσῶδες) sich im Hypochondrion ansammelte, so nannte Pleistonikos (mit Diokles und Aristoteles) derartige Leiden Pneumatose (πνευματώδη) und Hypochondrie (ὑποχονδριακά).
Den Nieswurz (ἐλλέβορος) hat er therapeutisch in mannigfacher Form verwandt. Hierin scheint er insofern originell gewesen zu sein, als er, um Erbrechen zu erregen, den Nieswurz in Zäpfchenform verarbeitete und in den Darm einführte oder die Patienten an mit Ochsengalle vermischtem Nieswurz riechen ließ. Rettich (ῥάφανος) verordnete Pleistonikos bei Magenleiden, während er Basilikum (ocimum, ὤκιμον) bei Verstopfung und Hartleibigkeit gegeben zu haben scheint. Überhaupt dürfte er manches zur Förderung der Pharmakologie beigetragen haben. Auf dem Gebiet der Diätetik vertrat er die Ansicht, dass Wasser verdaulicher sei als Wein (Ähnliches lehrten Diokles und Praxagoras).
Pleistonikos war wohl keine überragende Persönlichkeit unter den Ärzten seiner Zeit, sondern lebte im Schatten des Diokles und Praxagoras. Zwar wird er mehrmals unter den Besten der Ärzte (δοκιμώτατοι τῶν ἰατρῶν) aufgezählt, aber diese Ehre verdankt er wohl in erster Linie dem Umstand, dass seine Lehren mit denen der damaligen Koryphäen im Wesentlichen übereinstimmten und er zudem einer Ärztegeneration angehörte, die noch ganz im Geiste hippokratischer Tradition wirkte.